# محمد كرد علي
محمد كرد علي اسمه الكامل: محمد بن عبد الرزاق بن محمد كرد علي. ولد في دمشق 1293 هـ، 1876 م. هو مفكر كردي سوري ومن رجال الفكر والأدب والصلاح ومدافع عن اللغة العربية، فهو أول وزير للمعارف والتربية في سورية، وكان رئيسًا لمجمع اللغة العربية في دمشق منذ تأسيسه 1919 م حتى وفاته 1953 م.

## نشأته
نشأ في أسرة كريمة، لأب كردي وأم شركسية.
تلقى تعليمه الابتدائي في مدرسة «كافل سيباي» حيث تعلم القراءة والكتابة ومبادئ العلوم الإسلامية والحساب والطبيعيات، ودرس المرحلة الإعدادية في المدرسة الرشدية، ثم أتم تعليمه الثانوي في المدرسة العازرية للراهبات العازريات في دمشق. درس اللغات التركية والفرنسية، وفي هذه الفترة مالت نفسه إلى القراءة ومطالعة الصحف، ووجد والده عوناً له في إشباع هذه الرغبة، حيث كان يساعده على اقتناء الكتب.
اتصل بعدد من علماء دمشق المعروفين ينهل من علمهم وأدبهم مثل الشيخ سليم البخاري، والشيخ محمد المبارك، والشيخ طاهر الجزائري، وقرأ عليهم كتب الأدب واللغة والبلاغة وعلم الاجتماع والتاريخ والفقه والتفسير والفلسفة.
عمل كاتباً في قلم الأمور الأجنبية سنة (1310 هـ= 1892م) وهو في السابعة عشرة، وكان يعرف الفرنسية والتركية. في العام 1897 م عُهد إليه بتحرير جريدة (الشام) الأسبوعية الحكومية في سوريا، واستمر مدة ثلاث سنوات. ثم أخذ كرد علي يراسل مجلة (المقتطف) المصرية لمدة خمس سنوات، فانتقلت شهرته إلى مصر.
سافر كرد علي إلى القاهرة سنة 1319 هـ = 1901م، ولبث فيها شهوراً عشرة تولى خلالها تحرير جريدة الرائد المصري  عاد بعدها إلى دمشق فراراً من وباء الطاعون الذي انتشر في مصر في تلك الفترة. وبعد عودته إلى دمشق، رُفعت إلى واليها التركي وشاية به ففتش بيته، وظهرت براءته وسافر إلى مصر عام 1905  أو 1906، وأنشأ مجلة المقتبس الشهرية نشر فيها بحوثًا علمية وأدبية وتاريخية. وتولى إلى جانب ذلك تحرير جريدة «الظاهر» اليومية، ولما أُغلقت دعاه الشيخ علي يوسف صاحب جريدة المؤيد -وهي يومئذ كبرى الجرائد في العالم الإسلامي- إلى التحرير فيها، فعمل فيها إلى سنة (1326 هـ = 1908م) حيث غادر القاهرة إلى دمشق بعد الانقلاب العثماني فيها.
في دمشق أعاد إصدار مجلة المقتبس التي كان قد أصدرها بالقاهرة، وجريدة يومية أسماها المقتبس. ولما اشتدت عليه حملات المغرضين واتهامات أصحاب النفوذ والسلطات غادر دمشق سراً إلى فرنسا، وأقام هناك فترة، فوقف على حركتها العلمية، والتقى بساستها ومفكريها، وقد كتب عن هذه الرحلة التي أقامها في باريس 35 مقالة نُشرت في كتابه «غرائب الغرب».
استطاع تحقيق حلمه في إنشاء مجمع علمي عربي وذلك بعد استقلال سورية عن الدولة العثمانية. ففي فترة حكومة الملك فيصل عرض الفكرة على الحاكم العسكري علي رضا الركابي الذي وافق على تغيير ديوان المعارف برئيسه وأعضائه مجمعاً علمياً عربياً، وهكذا أنشيء مجمع اللغة العربية في دمشق، أول مجمع علمي عربي في الثامن من حزيران عام 1919 م في دمشق، وعُين محمد كرد علي رئيساً للمجمع واستمر حتى وفاته. أنشئت مجامع أخرى في عدد من بلدان الوطن العربي بعد ذلك.

## مؤلفاته
كتب محمد كرد علي العديد من المؤلفات:
1. خطط الشام، وطُبع سنة (1344هـ= 1925م) في 3 أجزاء، وهو من أهم كتبه.
2. الإسلام والحضارة العربية: وطبع في القاهرة في مجلدين سنة (1353هـ= 1934م).
3. تاريخ الحضارة: جزآن، ترجمه عن الفرنسية.
4. غرائب الغرب: مجلدان.
5. أقوالنا وأفعالنا: ويضم عدداً من مقالاته الإصلاحية، وطبع بالقاهرة سنة 1946م.
6. دمشق مدينة السحر والشعر.
7. غابر الأندلس وحاضرها.
8. أمراء البيان: جزآن. وطبع بالقاهرة سنة 1937م
9. القديم والحديث: وهو منتقيات من نقالاته.
10. كنوز الأجداد في سير بعض الأعلام.
11. الإدارة الإسلامية في عز العرب.
12. غوطة دمشق.

كما حقق كتباً من عيون من عيون التراث العربي، منها:
1. سيرة أحمد بن طولون للبلوي، وطُبع بدمشق سنة (1358هـ=1939م).
2. المستجاد من فعلات الأجواد للتنوخي، وطبع بدمشق سنة (1366هـ= 1946م).
3. تاريخ حكماء الإسلام للبيهقي، وطبع بدمشق سنة (1366هـ= 1946م).
4. كتاب الأشربة لابن قتيبة، وطبع بدمشق سنة (1367هـ= 1947م).

كما كتب مذكراته في 4 أجزاء. وله أيضاً تحقيق وجمع لبعض رسائل الأدباء أسماه رسائل البلغاء.
توفي في (17 رجب 1372 هـ = 2 أبريل سنة 1953م). في دمشق ودفن بجوار قبر معاوية بن أبي سفيان في دمشق.

## وصلات خارجية
- محمد كرد علي على موقع أرشيف الشارخ.
- محمد كرد علي على موقع الموسوعة البريطانية (الإنجليزية)